# نيكروم
نيكروم (ملاحظة 1) هي سبيكة مكونة بشكل أساسي من عنصري النيكل والكروم. أنتجت هذه السبيكة أول مرة في الولايات المتحدة من الصناعي ألبرت مارش Albert Marsh الذي سجلها تحت براءة اختراع في سنة 1906.
تستخدم سبيكة نيكروم في صناعة المقاومات الكهربائية؛ ويكون التركيب النمطي لها 80% نيكل و20% كروم وفقاً للكتلة. تتميز سبائك نيكروم بارتفاع نقطة انصهارها (حوالي 1400 °س) ومقاومتها الكهربائية (حوالي 112 ميكروم أوم/سم)؛ كما تتميز أيضاً بالمتانة الهندسية وبمقاومة الزحف.